# Oru (Kose)
Oru – wieś w Estonii, w prowincji Harju, w gminie Kose.